# 一党独裁制
一党独裁制（いっとうどくさいせい）とは、単一の政党が国家の政治権力を独占的に掌握している体制のこと。
狭義には政党制として単一政党のみが認められている体制（一党制。ソビエト連邦やナチス・ドイツなど。）であり、広義には制度的には複数政党制だが特定の政党が事実上の一党独裁を行っている状態（ヘゲモニー政党制。社会主義時代の東欧諸国や中華人民共和国など。）のこと。
一党独裁はフランス革命における山岳派支配を古代ローマの独裁官個人による独裁と対比して用たのが始まりで、ソ連などの左翼党による革命独裁と、ドイツのナチ党や、イタリアのファシスト党などの右翼的反革命独裁のタイプがある。また第二次世界大戦後は植民地から解放された発展途上国で伝統社会を近代化していくための多様な形の一党独裁が実現されている。
一党独裁は軍事・官僚行政機構の高度な集中と政党への従属や、文化的・イデオロギー的一元化の強制を伴いやすい傾向にある。

## 概要
ジョヴァンニ・サルトーリは、一党独裁を3つのカテゴリーに分類した。 
1. 全体主義一党制：イデオロギー指向が強く，強制力，抽出力，動員力が大きい[2]。
2. 権威主義一党制：イデオロギー指向は弱く抽出力も動員力も小さい[2]。
3. プラグマティズム一党制：イデオロギーの凝集性は低く，組織は散漫，多元的なものとなりやすい[2]。

また、サルトーリは、複数の政党が存在していても、一つの支配政党の衛星政党にすぎないような体制をヘゲモニー政党制と呼び、ヘゲモニー政党制を一党独裁は、政党間の競合性がない、非競合的な政党制であるとした。
国家を強力に統制することが可能であるものの、国家権力の暴走が起こりやすいことが問題となる。また、支配政党への反対者には、政治的権利や言論の自由などが保障されず、粛清・国外追放・投獄が行われるなど、人権が守られない体制になりがちである。
例えば、ソ連の衛星国家であった東ドイツでは、刑法の規定によって支配政党であるドイツ社会主義統一党・東側諸国の支配者・盟主であるソ連を批判するだけで1年から8年の懲役刑が科された。現在でもロシアや北朝鮮、中華人民共和国や香港などにおいても、デモを組むのみならず政府を批判するだけで懲役刑や死刑が科される。
一党独裁により経済発展を強力に推進する開発独裁体制は、やがて経済発展が一段落すると複数政党制へ移行する場合がある。一方で先進国並みの経済発展を実現したものの、選挙制度を操作して一党独裁制を維持しているシンガポールのような政党制も存在する。

### 一党優位制
一党独裁国家ではない、議会制民主主義国家でも、複数の政党が選挙で争っているが，結果として一つの政党が圧倒的な優位を長期保持している政党制を、イタリアの政治学者ジョヴァンニ・サルトーリは一党優位制と呼ぶ。日本における1955-1993年までの55年体制下の自民党政権、1932～76年の44年間政権与党であり続けたスウェーデンの社会民主労働党の例がある。

## 歴史
一党独裁は、フランス革命における山岳派独裁を、古代ローマの独裁官個人による独裁と対比して用いられたのが始まりである。ジャコバン派は、穏健派のジロンド派と急進派の山岳派に分裂したが、山岳派はジロンド派を追放し、独裁体制を築いた（ジャコバン独裁ともいう）。
1917年の十月革命で政権を獲得したボリシェヴィキ（後のソビエト連邦共産党）は、カール・マルクスの主張した過渡期におけるプロレタリア独裁を根拠に他の政党を非合法化して一党制を制度化した。これをマルクス主義者のローザ・ルクセンブルクは、プロレタリア独裁とは階級の独裁であって一党一派の独裁ではない、と批判した。
一方でイタリアのファシスト党はファシズムを掲げ、議会と反対政党は存続したものの、選挙制度改正によりファシスト党が常に政権獲得できる選挙制度にした。ドイツの国民社会主義ドイツ労働者党（ナチス党）は1933年2月末の「ドイツ国民と国家を保護するための大統領令」によるナチ党の権力掌握後、ナチス以外の政党は全て「自主解散」もしくは禁止していき、最終的には新党設立禁止法によってナチ党以外の政党の設立を禁じることで一党制を確立した。日本では政党が自主解党して大政翼賛会に合流したが、政党による独裁体制は成立しなかった。これらの多くは第二次世界大戦の敗戦を契機に消滅したが、スペインのファランヘ党支配は1939年から1975年まで続いた。
第二次世界大戦の結果により社会主義陣営となった東欧諸国は、ソビエト連邦の崩壊と東欧革命により1990年代初頭にその役目を終えたが、国共内戦の結果1949年に誕生した中華人民共和国では、反ファシズムの人民戦線運動を背景に人民民主主義を掲げて、形式的には複数政党制であるが、共産党が指導政党で他の政党は衛星政党である、事実上の一党独裁であるヘゲモニー政党制を採用し、2025年現在もそれを保っている。
他にも1960年代、イラクとシリアでアラブ社会主義などを掲げるバース党が政権を獲得し、憲法でバース党を指導政党と規定した。1965年、独立したシンガポールでは人民行動党が開発独裁を行った。2003年のイラク戦争により、イラクのバース党は政権を追われた。

## 主な一党独裁

### 現存

#### 一党制（衛星政党のない一党独裁）
- ベトナム - ベトナム共産党（唯一の合法政党）
- ラオス - ラオス人民革命党（唯一の合法政党）
- キューバ - キューバ共産党（唯一の合法政党）
- エリトリア - 民主正義人民戦線（唯一の合法政党）

#### ヘゲモニー政党制（衛星政党がある一党独裁）
- 中華人民共和国 -  中国共産党（および人民民主主義による衛星政党）
- 朝鮮民主主義人民共和国（北朝鮮） - 朝鮮労働党（および人民民主主義による衛星政党）
- トルクメニスタン - トルクメニスタン民主党（および衛星政党）

#### 議会に野党の議席も存在するが弾圧されている国家
- カンボジア - カンボジア人民党（複数政党制、一党独裁と呼ばれる場合あり）
- ベネズエラ - ベネズエラ統一社会党（複数政党制、一党独裁と呼ばれる場合あり）
- シンガポール - 人民行動党（複数政党制、一党独裁と呼ばれる場合あり）
- 赤道ギニア - 赤道ギニア民主党（複数政党制、一党独裁と呼ばれる場合あり）

### かつての一党制国家

#### 憲法に基づく一党制
- ソビエト連邦（ソビエト社会主義共和国連邦） - ソビエト連邦共産党（ソビエト連邦の支配政党）
- モンゴル人民共和国（モンゴル人民共和国） - モンゴル人民革命党
- ハンガリー（ハンガリー人民共和国） - ハンガリー社会主義労働者党
- ルーマニア社会主義共和国（ルーマニア社会主義共和国） - ルーマニア共産党
- アルバニア（アルバニア人民共和国） - アルバニア労働党
- ユーゴスラビア（ユーゴスラビア社会主義連邦共和国） - ユーゴスラビア共産主義者同盟
- 民主カンボジア（後に民主カンプチア） - カンプチア共産党（クメール・ルージュ）
  -  カンボジア人民共和国（対抗政権） - カンボジア人民革命党
- エチオピア人民民主共和国 - エチオピア労働者党
- モザンビーク（モザンビーク人民共和国） - モザンビーク解放戦線
- アンゴラ（アンゴラ人民共和国） - アンゴラ解放人民運動
- ベナン（ベナン人民共和国） - ベナン人民革命党
- 中華民国 - 中国国民党（1928年-1949年までの中国大陸における独裁政党。1949-1996年まで台湾地区における独裁政党。民主化以降は民主進歩党と並ぶ台湾二大政党の一つ[8]）

#### ヘゲモニー政党制（形式的衛星政党を持つ一党独裁,ソ連衛星国）
- ポーランド人民共和国 - ポーランド統一労働者党
- ドイツ民主共和国 - ドイツ社会主義統一党[9]
- チェコスロバキア社会主義共和国 - チェコスロバキア共産党
- ブルガリア人民共和国 - ブルガリア共産党

#### その他
- ビルマ連邦社会主義共和国 - ビルマ社会主義計画党
- イラク（イラク共和国） - バアス党（イラク・バアス党、フセイン政権下）
- シリア - バアス党（シリア・バアス党、2012年憲法以前）
- カンボジア（カンボジア） - サンクム（人民社会主義共同体、シハヌーク政権下）
- インドネシア - ゴルカル（スハルト政権下）
- ドイツ国 - 国民社会主義ドイツ労働者党（通称ナチ党、ナチス政権下、他党を解散した）
- イタリア王国→ イタリア社会共和国 - ファシスト党（ムッソリーニ体制下、常に議席の2/3を確保できる選挙制度を実施）
- 満洲国 - 満州国協和会（官民一致の唯一の政治団体）
- クロアチア独立国 - ウスタシャ（クロアチア人による民族団体）
- スペイン - ファランヘ党（フランコ体制下）
- ポルトガル - 国家連合党（エスタド・ノヴォ体制下）
- タンザニア - タンザニア革命党
- ガボン - ガボン民主党